# Brooklyn (pel·lícula)
Brooklyn és una pel·lícula de drama romàntic del 2015 dirigida per John Crowley i basada en la novel·la del mateix nom de Colm Tóibín. Adaptada al cinema per Nick Hornby, la cinta és protagonitzada per Saoirse Ronan, Domhnall Gleeson, Emory Cohen i Julie Walters. S'ha doblat i subtitulat al català.

## Argument
La pel·lícula narra la història d'Eilis Lacey (Saoirse Ronan), una jove irlandesa que ha d'emigrar a Brooklyn durant els anys 1950. Temptada per les oportunitats laborals que li ofereixen els Estats Units, canvia la seva casa natal per Nova York. L'enyorança que sent els primers dies ràpidament s'esvaeixen quan l'amor entra en la seva vida. Aviat, però, veu com l'encant d'aquest amor perd la seva vivacitat quan el seu passat la retroba. Eilis es trobarà entre dos mons i dos països que la faran escollir i decidir.

## Repartiment
| Intèrpret        | Personatge              |
| ---------------- | ----------------------- |
| Saoirse Ronan    | Eilis Lacey             |
| Emory Cohen      | Antonio "Tony" Fiorello |
| Domhnall Gleeson | Jim Farrell             |
| Julie Walters    | Sra. Madge Kehoe        |